# Hyvinkää

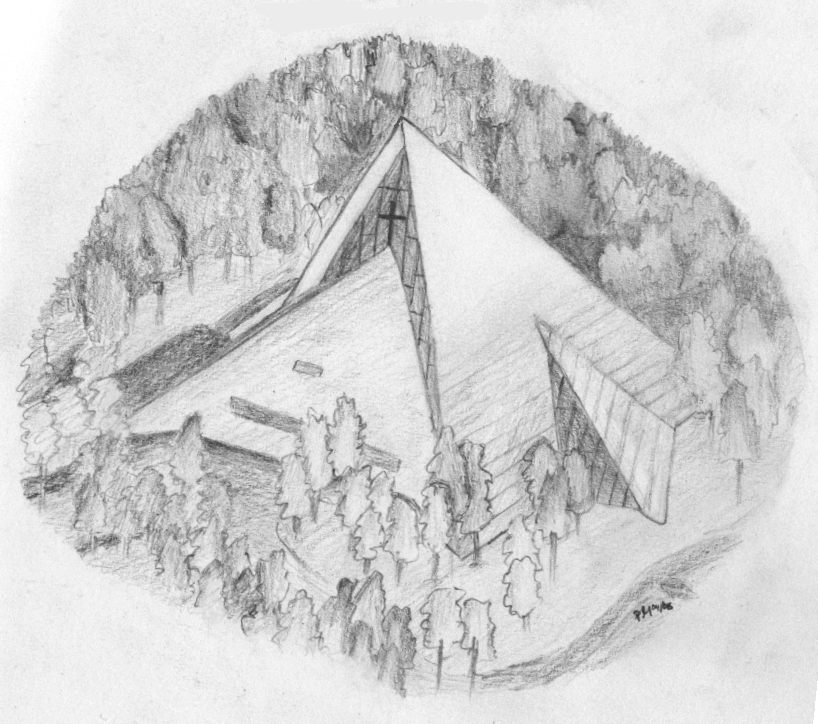
La chiesa moderna di Hyvinkää, Aarno Ruusuvori 1961. Disegno a matita.

Hyvinkää (in svedese Hyvinge) è una città finlandese di 46797 abitanti, situata nella regione dell'Uusimaa, circa 50 km a nord della capitale Helsinki.
Autostrade e collegamenti ferroviari la rendono uno dei centri suburbani della Grande Helsinki. Nella pianificazione della città è stata data particolare attenzione alla costruzione di centri ricreativi, tenendo conto del fatto che la città, per dimensioni e vicinanza alla capitale, non può competere a livello di centri commerciali e negozi con Helsinki.
Alcuni tra gli edifici più famosi di Hyvinkää sono la chiesa (1961, Aarno Ruusuvuori), e il maniero di Kytäjä. Anche il museo ferroviario finlandese è locato a Hyvinkää.

## Storia
Fin dal 1500 era presente una taverna nell'area oggi nota come Hyvinkäänkylä, che si trova all'incirca a metà strada tra Helsinki e Hämeenlinna. Anche i primi registri delle tasse segnalano l'esistenza di alcune case nell'area, nello stesso periodo.
Il villaggio di Hyvinkää crebbe gradualmente nella seconda metà del XIX secolo, ma fu la costruzione della rete ferroviaria finlandese, a partire dal 1861, che segnò l'inizio della rapida crescita della città.
Fu infatti la costruzione della prima tratta ferroviaria finlandese, la linea Helsinki-Hämeenlinna, che determinò la posizione dell'attuale centro di Hyvinkää e la sua stazione ferroviaria è una delle poche stazioni originali ancora in funzione. Da Hyvinkää la ferrovia si dirama anche verso il porto di Hanko. La ferrovia Hanko-Hyvinkää fu la prima ferrovia privata in Finlandia, fondata nel 1872, e acquisita dalle ferrovie di stato finlandesi nel 1875. Nei primi anni del Novecento la stazione di Hyvinkää fu una fermata intermedia per i molti emigranti che partivano in nave da Hanko, per rifarsi una vita nel Nord America.
La qualità dell'aria di Hyvinkää era considerata salutare grazie alle fitte foreste di pini, e negli anni 1880 un gruppo di medici di Helsinki vi aprì un sanatorio per pazienti in cerca di riposo e recupero.
L'industrializzazione portò a Hyvinkää un lanificio nel 1892 - l'Hyvinge Yllespinneri della famiglia Donner. La fabbrica cessò di funzionare negli anni 1990, ma gli edifici in mattoni rossi sono ancora presenti e hanno trovato nuovi impieghi, tra cui quello di centro esposizioni.
Il campo aereo di Hyvinkää funse da principale aeroporto della nazione per un breve periodo dopo la II guerra mondiale, mentre l'aeroporto di Malmi, a Helsinki, era sotto il controllo degli Alleati. Oggi nei pressi del campo aereo si trova un centro per gli sport motoristici.

## Società

### Lingue e dialetti
Il finlandese è l'unica lingua ufficiale di Hyvinkää.
| %     | Ripartizione linguistica (gruppi principali) |
| ----- | -------------------------------------------- |
| 0,8%  | madrelingua svedese                          |
| 94,9% | madrelingua finlandese                       |